# コルノ・グランデ
コルノ・グランデ（Corno Grande）は、グラン・サッソ・ディターリア山群の最高峰である。アブルッツォ州テーラモ県ピエトラカメーラというコムーネに位置する。
4つの頂上からなり、西の頂ヴェッタ・オッチデンターレ (Vetta Occidentale) がもっとも高く、2,912メートルでアペニン山脈の最高峰となっている。トッリオーネ・カンビ (Il Torrione Cambi) が2,875メートルでもっとも低い。中央の頂ヴェッタ・チェントラーレ (Vetta Centrale) が2,893メートル、東の頂ヴェッタ・オリエンターレ (Vetta Orientale) が2,903メートルと上記二つの中間の高さである。
1573年、フランチェスコ・デ・マルキとフランチェスコ・ダイ・ドメニコによって初登頂がなされた。
ヴェッタ・オッチデンターレに昇るには、3つのコースがあり難易度の違う順に、北西側の広い谷間から登る「普通コース」、「西峰コース」と直行コース「ディレッティッシマ」は両方ともカンポ・ペリーコリを出発し、「二つコルノの尾根」からとカンノーネ峠から、つまりプラーティ・ディ・ティーヴォ方面からとなる。ヴェッタ・チェントラーレとオリエンターレは逆にパレトーネやカルデローネ盆地といったいくつかの岩道を通って登って到達できる。

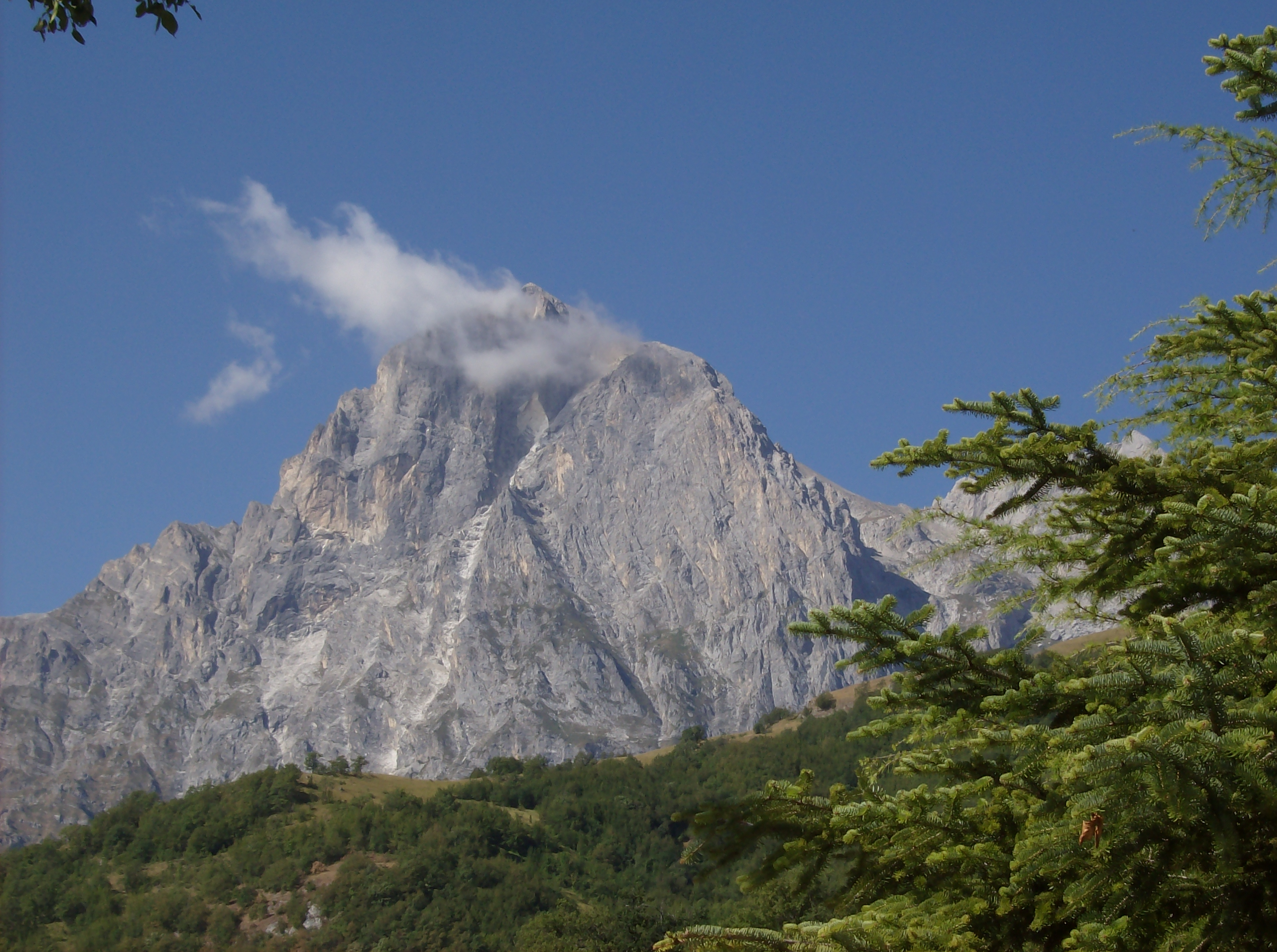
グラン・サッソ